# جيش إنقاذ روهينغا أراكان
جيش إنقاذ روهينغا أراكان (بالبورمية: အာရ်ကန်ရိုဟင်ဂျာ ကယ်တင်ရေးတပ်မတော်، واختصارًا: ARSA)‏ تعرف أيضًا باسم «حركة اليقين». وكذلك «أكا مول مجاهدين» هي جماعة مسلحة من الروهينجا تنشط في أدغال ولاية راخين الشمالية في ميانمار. وفقًا لتقرير صادر عن مجموعة الأزمات الدولية في ديسمبر 2016، يقود الجيش عطالله أبو عمار جنوني، وهو رجل يدعي بأنه من الروهينغيا ولد في كراتشي باكستان، وترعرع في مكة المكرمة غربي المملكة العربية السعودية، وأعضاء آخرون من قيادتها تشمل لجنة من الروهينجا المهاجرين إلى المملكة العربية السعودية.
طبقا لما ذكره أحد أفراد جيش الإنقاذ المسجون في سيتوي فإن هدف المجموعة هو إقامة «دولة إسلامية ديمقراطية للروهينجا» في ميانمار. على الرغم من عدم وجود أدلة ثابتة تربط بين الحركة والجماعات الإسلامية الأجنبية، فإن الحكومة البورمية تشك في أن الجماعة يشترك في عضويتها إسلاميين أجانب. اتهمت الحكومة البورمية جيش الإنقاذ بقتل من 34 إلى 44 مدنيًا واختطاف 22 آخرين في هجمات انتقامية ضد أشخاص اعتبرهم الجيش متعاونين حكوميين، رفضت الجماعة هذه الادعاءات وقالوا إنهم «لا علاقة لهم بمجموعات إرهابية أو إسلاميين أجانب» وأن هدفهم الوحيد هو النظام البورمي القمعي. وبحسب ما تعلن الجماعة، إنها تطالب الحكومة الميانمارية بمنح مسلمي الروهينغا المواطنة والحق في الكرامة المتساوية، ووقف جميع أعمال العنف ضدهم، مشيرة أنها لم تشارك في أي نشاط إرهابي ضد المدنيين
في 26 أغسطس 2017 أعلنت اللجنة المركزية لمكافحة الإرهاب في ميانمار أن جيش إنقاذ روهينغا أراكان جماعة إرهابية وفقًا لقانون مكافحة الإرهاب في البلد، إلا أن الجماعة أصدرت في 28 أغسطس بيانًا وصفت فيه الادعاءات الحكومية ضدها بأنها «لا أساس لها من الصحة» وقالت أن الغرض الرئيسي من تواجدها هو الدفاع عن حق الروهينغيا. مع ذلك، فهناك أدلة ثابتة على ارتباط تنظيم القاعدة والسعودية بهذا التنظيم الذي تصنفه ميانمار إرهابياً.

## التاريخ
وفقًا لمجموعة الأزمات الدولية تم تشكيل جيش إنقاذ روهينغا أراكان بعد أحداث شغب راخين عام 2012. وبتاريخ 25 تموز/يوليو 2012، أعلن أيمن الظواهري، زعيم تنظيم القاعدة الجهاد في بورما مرسلاً 500 مقاتل إلى بنغلادش كي يقوموا «بتحرير المسلمين من قبضة المشركين»، على حد وصفه. ووفقًا لمجموعات من الروهينغيا المحليين والمسؤولين الأمنيين البورميين فقد قامت المجموعة بالاقتراب من المجتمع الروهينغي في مختلف القرى، ودعوتهم للتجنيد قبل ستة أشهر من أول هجوم لها في أكتوبر 2016، وتم تدريبهم بالقرب من حدود بنغلاديش.
في أكتوبر 2016 أعلنت الجماعة التي تطلق على نفسها اسم حركة اليقين مسؤوليتها عن الهجمات على المواقع الحدودية البورمية على طول الحدود بين بنجلاديش وميانمار، مما أسفر عن مقتل 9 من ضباط الحدود و4 جنود. في 15 نوفمبر 2016 أعلنت قوات تاتماداو (القوات المسلحة الميانمارية) أن ما مجموعه 69 مسلحًا قتلوا على يد قوات الأمن في القتال الأخير. وفي 14 ديسمبر 2016 أفادت مجموعة الأزمات الدولية أنه أثناء المقابلات مع حركة اليقين، زعم قادة المجموعة أن لديهم صلات بأفراد في المملكة العربية السعودية وباكستان. وأفادت مجموعة الأزمات أيضًا أن القرويين الروهينغا تم تدريبهم سرا من قبل أفراد أفغان وباكستانيين.
في 22 يونيه 2017 أفادت وسائل الإعلام الرسمية في بورما أن ثلاثة من المسلحين قتلوا على يد قوات الأمن في غارة على معسكر لمسلحين يفترض أنهم ينتمون إلى جيش إنقاذ روهينغا أراكان، وذلك كجزء من عملية «إزالة الألغام» التي تقوم بها الحكومة لمدة يومين، وصادرت السلطات البارود وأقنعة للتزلج وبنادق خشبية يشتبه في أنها استخدمت للتدريب.
في 25 أغسطس 2017 أعلن جيش الإنقاذ مسؤوليته عن الهجمات المنسقة على مواقع الشرطة ومحاولة لشن غارة على قاعدة للجيش. أعلنت الحكومة عن مقتل 77 من مسلحي الروهينغا و 12 من قوات الأمن في شمال ماونجداو عقب الهجمات. ذكرت الحكومة أن جيش الإنقاذ هاجم مركزًا للشرطة في منطقة مونغدو بقنبلة يدوية الصنع إلى جانب الهجمات المنسقة على عدة مراكز للشرطة. ادعت وكالة المخابرات العسكرية أنها تتخذ إجراءات دفاعية في 25 موقعا مختلفًا واتهم جيش الإنقاذ جنود الحكومة باغتصاب وقتل المدنيين. قال جيش الإنقاذ أن بلدة راثدونغ كانت تحت الحصار لأكثر من أسبوعين، جرى خلاله تجويع الروهينغا، وأن القوات الحكومية تستعد لفعل الشيء نفسه في مونغدو.
في 26 أغسطس 2017 فر أكثر من 4.000 من الرخين من قراهم مع تصاعد القتال بين جيش الإنقاذ وقوات الحكومة الميانمارية. اتهمت الحكومة في أغسطس 2017 جيش الإنقاذ بقتل 12 مدنيًا من بينهم هندوس ومسلمين، في حين أصدر الجيش بيان في 28 أغسطس واصفًا ادعاءات الحكومة ضدها بأنها «لا أساس لها» وهو بمثابة سعي لتمثيل قضيتهم كدفاع عن حقوق الروهينجا. اقترحت بنجلاديش في الوقت نفسه عمليات عسكرية مشتركة مع ميانمار ضد جيش إنقاذ روهينغا أراكان.

## البيانات الصحفية
في 17 أكتوبر 2016 أصدرت مجموعة تحت اسم «حركة اليقين» بيانًا صحفيًا على الإنترنت. وفي شريط فيديو مدته خمس دقائق تقريبا، يقرأ فيها زعيم الحركة عطالله بيانًا، وهو واقف مع مجموعة من المقاتلين المسلحين:
| جيش إنقاذ روهينغا أراكان | مواطني أراكان، مواطني ميانمار، ومواطني العالم. لم يعد سرًا أن الروهينغا هي الأقلية العرقية المضطهدة على وجه الأرض. وطوال العقود الستة الماضية، تعرضنا لعمليات قتل وإبادة جماعية، وتعرضنا لجميع أنواع الفظائع على أيدي أنظمة بورمية مستبدرة متعاقبة. لكن العالم اختار أن يتجاهلنا! ثم مرة أخرى، العالم على ما يبدو فشل في إنقاذنا! نحن أبناء أرض أراكان، اضطرتنا الظروف إلى تحديد مصيرنا من خلال انتفاضة، وتقرير مصيرنا والدفاع عن أنفسنا، نقف الآن كمجموعة مستقلة خالية من الجميع عناصر الإرهاب بأي شكل من الأشكال، نسعى إلى حقوق أساسية ولكنها شرعية وإلى جميع أشكال العدالة لجميع شعب أراكان، بما في ذلك زملائنا الروهينغا الأبرياء وغيرهم من المدنيين الذين يموتون من الهجمات العسكرية المستمرة. نقول بصورة قاطعة أن شعبنا اختار أن يحرر نفسه من مضطهديه، من الموت المأساوي في خليج البنغال، وفي الأدغال التايلاندية وعلى يد المتجرين بالبشر، وقد عقدنا العزم على الدفاع عن أمهاتنا وأخواتنا وكبار السن والأطفال وعن أنفسنا. لن نستريح حتى تتحقق جميع أهدافنا المرجوة بمساعدة حقيقية من العالم المتحضر. | جيش إنقاذ روهينغا أراكان |

تم إطلاق ستة مقاطع فيديو أخرى على الإنترنت من قبل المجموعة بين 10 و27 أكتوبر 2016. في 29 مارس 2017 أصدرت الجماعة بيانًا صحفيًا تحت اسم جديد، وهو جيش إنقاذ روهينغا أراكان، واشتمل البيان على وثيقة احتوت مطالب قدمت إلى الحكومة البورمية.

## وصلات خارجية
- بيان حركة اليقين (YouTube)